# Левиновац
Левиновац је насељено место у саставу општине Сухопоље у Вировитичко-подравској жупанији, Република Хрватска.

## Историја
До територијалне реорганизације у Хрватској налазио се у саставу старе општине Вировитица.

## Становништво
На попису становништва 2011. године, Левиновац је имао 188 становника.

## Попис 1991.
На попису становништва 1991. године, насељено место Левиновац је имало 442 становника, следећег националног састава:
| Попис 1991.‍  | Попис 1991.‍  | Попис 1991.‍ | Попис 1991.‍ | Попис 1991.‍ |
| ------------ | ------------ | ----------- | ----------- | ----------- |
|              |              |             |             |             |
| Хрвати       | Хрвати       |             | 431         | 97,51%      |
| Срби         | Срби         |             | 2           | 0,45%       |
| неопредељени | неопредељени |             | 4           | 0,90%       |
| непознато    | непознато    |             | 5           | 1,13%       |
| укупно: 442  |              |             |             |             |